# Sinfonia n.º 1 (Bruckner)
A Sinfonia Nº 1 em Dó menor foi escrita pelo compositor Anton Bruckner entre maio de 1865 e abril de 1866. Teve sua estréia em Linz, Áustria, em 9 de maio de 1868, regida pelo próprio compositor.
Foi revista pela primeira vez em 1877 (sendo que pequenas alterações foram feitas até 1884). Chamada de "versão de Linz", é a mais conhecida.
Entre 1889 e 1891, Bruckner fez uma nova revisão. Esta versão foi apresentada pela primeira vez em 13 de dezembro de 1891, na cidade de Viena, com regência de Hans Richter. É conhecida como a "versão de Viena".
Anton Bruckner dedicou sua primeira sinfonia à Universidade de Viena.

## Movimentos
1. Allegro
2. Adagio
3. Scherzo: Schnell
4. Bewegt, feurig

## Instrumentação
| - 3 flautas - 2 oboés - 2 clarinetes - 2 fagotes | - 4 trompas - 2 trompetes - 3 trombones | - Tímpano | - Violinos I - Violinos II - Violas - Violoncelos - Contrabaixos |

## Duração
A Sinfonia Nº 1 dura aproximadamente 48 minutos.